# 児玉花外

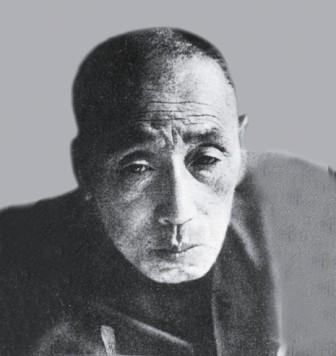
児玉花外

児玉 花外（こだま かがい、1874年（明治7年）7月7日 - 1943年（昭和18年）9月20日）は、日本の詩人。はじめ社会主義詩を、後に愛国詩をよくし、「熱血詩人」の異名をとった。『明治大学校歌』の作詞者でもある。本名は伝八。詩人の児玉星人は異母弟。

## 経歴
京都の室町通上立売下ル西入蒔鳥屋町（現・京都府京都市上京区）で旧長州藩士の児玉精斎の長男として生まれた。児玉家は代々萩城下町に住んでいたが、維新後に大津郡三隅村、次いで京都に移り、室町通で漢方医を開業していた。
1886年（明治19年）、初音小学校を卒業。同志社予備校に入学し、次いで同志社普通学校（本科）に進む。1890年（明治23年）、新島襄の死に際して棺を担いで野辺の送りをした。その直後に同志社を中退し、やはり新島が校長を務めていた東華学校に入学。同校が廃校になった後、札幌農学校（現・北海道大学）予科に入学するも本科に進まず中退。1894年（明治27年）には東京専門学校（現・早稲田大学）文学部に入学。坪内逍遙の影響を受け、バイロンやシェリー、バーンズの詩に親しんだが、3年後にやはり中退し、京都に帰る。
京都に帰った児玉は内村鑑三に影響を受け、内村の『東京独立雑誌』や片山潜の『労働世界』などといった雑誌に次々と詩作を発表。1899年（明治32年）には山本露葉、山田枯柳との共著で、処女詩集『風月万象』を出版する。また、この頃から「花外」という雅号を使用するようになった。ちなみに「一生を出世栄達という花の外に居る」という思いからつけられている。
その後、新聞記者などを務めながら社会主義的詩を次々と発表し、評論家からは高い評価を受けていたが、1903年（明治36年）、第2詩集となる『社会主義詩集』が、製本段階で発売禁止処分を受ける。『社会主義詩集』というタイトルであるとはいえ、収録されている詩はそれまでに雑誌で合法的に発表していたものであり、特別過激な内容であったわけではない。このため、なぜ発売禁止処分を受けたのかは不明である。さらに、1907年（明治40年）には第4詩集『天風魔帆』が、またも発売禁止処分を受けてしまう。
以後、児玉は社会主義的作品をほとんど書かなくなり、『冒険世界』『武侠世界』などの雑誌に英雄詩や勇壮詩を多く執筆するようになる。しかし生活は苦しく、酒の飲み過ぎから体調を崩したこともあって、救護法の適用を受けたことさえあった。なお、この頃の代表作には、「白雲なびく駿河台」の歌詞で知られる『明治大学校歌』がある。
最晩年、花外が板橋の東京養育院に入所していると聞いた武田孟（のち明大総長）ら多くの明大の関係者・学生が、学内で寄付金を募り、慰問の品々を持参して見舞いに訪れた。車椅子で迎えた花外に、学生たちはマンドリンオーケストラの旋律に合わせて明治大学校歌を合唱して慰め、花外は感激のあまり涙を流したという。
1943年（昭和18年）9月20日、急性腸炎のため死去。69歳。晩年は日蓮宗が心の支えだったという。墓所は静岡県伊豆市の上行院。
1960年（昭和35年）、祖父のゆかりの地である山口県長門市の大寧寺に詩碑が建立された。

## 『社会主義詩集』のその後
発売禁止処分を受けた『社会主義詩集』であったが、ごくわずかに製本されたものが存在していた。
1935年（昭和10年）ごろ、大阪の活字問屋社主で古書コレクターでもあった青山督太郎の手元に渡ったことが確認されたものの、青山の蔵書は後に警察に押収されてしまい、戦後青山が返還を求めたときには行方不明になっていた。
このことから、稀覯本番付が作られた場合には第一に名前があがる稀覯本として古書コレクターの間で知られていたが、時を経るに従って、もう現存していないと考えられるようになったため、近年ではその名前が取り沙汰されることはない。
なお、『社会主義詩集』は1949年に日本評論社から岡野他家夫の解題、中野重治の序文をつけて刊行され、またそこに収められていた詩のなかのいくつかは、『日本プロレタリア文学大系』（三一書房）の「序巻」（ISBN 978-4-380-68509-5）で読むことができる。